# Lijst van voetbalinterlands Bosnië en Herzegovina - Italië
Deze lijst van voetbalinterlands is een overzicht van alle officiële voetbalwedstrijden tussen de nationale teams van Bosnië en Herzegovina en Italië. De landen speelden tot op heden zes keer tegen elkaar. De eerste ontmoeting, een vriendschappelijke wedstrijd, werd gespeeld in Sarajevo op 6 november 1996. Het laatste duel, eveneens een vriendschappelijke wedstrijd, vond plaats op 9 juni 2024 in Empoli.

## Wedstrijden
| № | Plaats   | Datum            | Competitie                  | Wedstrijd                      | Uitslag |
| - | -------- | ---------------- | --------------------------- | ------------------------------ | ------- |
| 1 | Sarajevo | 6 november 1996  | Vriendschappelijk           | Bosnië en Herzegovina – Italië | 2 – 1   |
| 2 | Turijn   | 11 juni 2019     | EK 2020 kwalificatie        | Italië – Bosnië en Herzegovina | 2 – 1   |
| 3 | Zenica   | 15 november 2019 | EK 2020 kwalificatie        | Bosnië en Herzegovina − Italië | 0 − 3   |
| 4 | Florence | 4 september 2020 | UEFA Nations League 2020/21 | Italië − Bosnië en Herzegovina | 1 – 1   |
| 5 | Sarajevo | 18 november 2020 | UEFA Nations League 2020/21 | Bosnië en Herzegovina − Italië | 0 – 2   |
| 6 | Empoli   | 9 juni 2024      | Vriendschappelijk           | Italië − Bosnië en Herzegovina | 1 – 0   |

## Samenvatting
| Competitie          | Totaal gespeeld | Winst Bosnië en Her. | Gelijk | Winst Italië | Doelsaldo Bosnië en Her. – Italië |
| ------------------- | --------------- | -------------------- | ------ | ------------ | --------------------------------- |
| EK-kwalificatie     | 2               | 0                    | 0      | 2            | 1 − 5                             |
| UEFA Nations League | 2               | 0                    | 1      | 1            | 1 − 3                             |
| Vriendschappelijk   | 2               | 1                    | 0      | 1            | 2 − 2                             |
| Totaal              | 6               | 1                    | 1      | 4            | 4 − 10                            |

Wedstrijden bepaald door strafschoppen worden, in lijn met de FIFA, als een gelijkspel gerekend.

## Details

### Eerste ontmoeting
De eerste ontmoeting tussen Bosnië en Herzegovina en Italië vond plaats op 6 november 1996. Het vriendschappelijke duel, gespeeld in het Stadion Koševo in Sarajevo en bijgewoond door 40.000 toeschouwers, stond onder leiding van scheidsrechter Robert Sedlacek uit Oostenrijk. Hij deelde vijf gele kaarten uit. Bij de thuisploeg maakten vier spelers hun debuut voor de nationale ploeg: Mirsad Dedić (FK Sarajevo), Murat Jašarević (FSV Zwickau), Sead Kapetanović (VfL Wolfsburg) en Senad Brkić (HNK Rijeka). Italië telde twee debutanten: Pasquale Padalino (AC Fiorentina) en Federico Giunti (AC Perugia).
| Vriendschappelijk (Sarajevo, Bosnië en Herzegovina, 6 november 1996): |              | |
| Bosnië en Herzegovina | 2 – 1        | Italië |
| Hasan Salihamidžić 6' Elvir Bolić 44' | goals        | 10' Enrico Chiesa |
| Fuad Muzurović | bondscoach   | Arrigo Sacchi |
| Mirsad Dedić Nermin Šabić 69' Bakir Beširević Muhamed Konjić 75' Senad Begić Murat Jašarević Vlatko Glavaš Sejad Halilović 62' Elvir Bolić 63' Hasan Salihamidžić Elvir Baljić 60' | opstellingen | 46' Francesco Toldo Pasquale Padalino 70' Moreno Torricelli Daniele Carnasciali Paolo Maldini Demetrio Albertini 46' Roberto Di Matteo 46' Dino Baggio Gianfranco Zola 46' Enrico Chiesa 46' Pierluigi Casiraghi |
| Vedin Musić 60' Sead Kapetanović 62' Sehad Brkić 63' Pavo Dadić 69' Sanjin Pintul 75'                                                                                              | wissels      | 46' Luca Marchegiani 46' Gianluigi Lentini 46' Federico Giunti 46' Fabrizio Ravanelli 46' Marco Simone 70' Luigi Apolloni                                                                                        |
| Murat Jašarević ??' Sead Halilović 62' | gele kaarten | ??' Paolo Maldini ??' Demetrio Albertini 60' Moreno Torricelli |